# 小高村 (新潟県)
小高村（こたかむら）は、かつて新潟県西蒲原郡にあった村。

## 沿革
- 1889年（明治22年）4月1日 - 町村制施行に伴い西蒲原郡小高村、佐渡村が合併し、小高村が発足。
- 1901年（明治34年）11月1日 - 西蒲原郡東太田村、杣木村、太花野村（一部）と合併し、太田村となり消滅。